# La camisa negra
«La camisa negra» es el nombre del tercer sencillo del álbum Mi sangre del cantautor colombiano Juanes, escrito por este y Octavio Mesa. Se trata de una fusión entre reggae, guasca de la música popular colombiana (folclore de Antioquia), pop rock y  rock alternativo. Esta canción fue incluida en el recopilatorio exclusivo grabado en vivo titulado "Juanes MTV Unplugged" de 2012.
En Alemania, llegó a ser muy vendido; como así también en países como Bulgaria, Austria, Francia y Grecia. "La camisa negra" dio paso para la difusión de otros sencillos del álbum Mi sangre.
En Italia, la canción causó controversia porque al comienzo se creía que el título era una alusión a Benito Mussolini; sin embargo Juanes descartó este tipo de comentarios diciendo que su canción hablaba sobre un amor tóxico.

## Información
En el año 2005, Juanes lanzó "Mi Sangre" en Inglaterra, Asia y Australia, comenzando con una intensa gira de promoción y luego una serie de conciertos, por dichas regiones.
En la película La ciudad del silencio aparece tocando este tema.
En el tercer episodio de la serie estadounidense Glee "Amigos a Capela" suena una versión acústica de la canción.

## Polémicas
La canción fue usada en Italia para apoyar el neofascismo, porque algunos sectores asociaron "La camisa negra" (en italiano "camicia nera") con los grupos del tipo milicias del fascismo italiano conocidos como Camisas Negras que sirvieron de soporte al régimen fascista del dictador Benito Mussolini. Algunos clubes nocturnos concurridos por simpatizantes de la tercera posición alzaban sus manos haciendo el saludo fascista cuando la canción sonaba. En respuesta, la red de noticias Indymedia de tendencia izquierdista, llamó a sabotear la canción. Tiempo después Juanes declaró que: "La camisa negra" no tiene nada que ver con el fascismo o con Mussolini... La gente puede interpretar la música de muchas maneras."
La canción fue censurada en República Dominicana, debido al doble sentido que contiene en algunos versos, indicando breves insinuaciones en las frases "Y debajo tengo el difunto" y "Pa' enterrartelo cuando quieras, ¡Mamita!". El equipo de Juanes respondió que él se sentía decepcionado de que los gobernadores prohibieran dicha canción en República Dominicana "cuando la salsa y la bachata poseen letras más fuertes y groseras que el pop latino".

## Música y estructura
La camisa negra está escrita en tiempo común en la tonalidad de fa sostenido menor. [2] La canción es llevado por un rasgueo de guitarra acústica que suena a un moderado 97 latidos por minuto, con una melodía de acompañamiento en la guitarra eléctrica. [2] La canción se organiza en la forma común verso-estribillo, [3] y se extiende por Juanes en intervalo de una octava y media, de C a F # 4 # 5 [2].

## Recepción de la crítica
La canción recibió críticas mixtas, entre ellas positivas por parte de los críticos. Contactmusic.com declaró que la canción "es una buena introducción al mundo de Juanes, ya que exhibe plenamente su estilo de guitarra y voz absorbente." MyVillage dio a la canción dos de cada cinco estrellas, comentando que "si bien tiene un cierto encanto al respecto, desde luego a Juan no le importará perder el tren en esta ocasión. "

## Apariciones en otros medios
- La canción está disponible en el videojuego Dance Dance Revolution X2 publicado por Konami para PlayStation 2, Xbox y Gamecube. Junto a "Tierra Buena", "I Know You Want Me (Calle Ocho)" de Pitbull, y la versión de "La Bamba" son las únicas canciones en no ser hechas exclusivamente para el videojuego y son varias de las que tienen contenido latino.

- Tuvo su aparición en la famosa serie Glee y Verdades que matan protagonizada por Jennifer Lopez y Antonio Banderas.

## Desempeño en las Listas
En los Estados Unidos, la canción tuvo un buen desempeño a nivel comercial, llegó al número ochenta y nueve en el Billboard Hot 100. Tuvo un rendimiento aún mejor en las clasificaciones latinas, alcanzando la cima de la lista Hot Latin Tracks durante ocho semanas no consecutivas, superando el Latín Pop Airplay del año, y alcanzando el número dos en el Airplay América Tropical. Billboard figuran la canción en el número dos en el 2005 a fin de año de éxitos Hot Latin Songs, detrás de su compatriota colombiana Shakira con la canción "La Tortura". La canción obtuvo buenos resultados en Europa, liderando las listas en Austria, Francia, Alemania, Italia, España y Suiza e ingresando en los primeros veinte puestos en Bélgica, Finlandia, Irlanda, los Países Bajos y Noruega. El sencillo fue certificado de oro en Suiza y es uno de los Top 10 de sencillos en la historia del país.

## Video musical
El video musical de la canción fue estrenado en 2005. En el video, Juanes llega a un pueblo, acompañado por dos mujeres y un hombre. El hombre y las mujeres se bajan del coche, y el hombre empieza a tocar una guitarra, mientras que las mujeres bailan. Una onda sale de la guitarra, y excepto Juanes, toda persona a través de la cual la onda pasa es congelada en el tiempo, realizando el mismo movimiento repetidamente, imitando un baile. Durante el último estribillo, la onda cambia de dirección, y la gente de la ciudad desaparece.

## Formatos y canciones
12" maxi sencillo (House Remixes)
1. «La Camisa Negra» [Main Mix]
2. «La Camisa Negra» [Duro Mix]
3. «La Camisa Negra» [T.U.&G! Remix]

Sencillo en CD #1
1. «La Camisa Negra» [Versión del álbum] - 3:36
2. «La Camisa Negra» [Remix por Toy Hernández] - 4:36

Sencillo en CD #2
1. «La Camisa Negra» [Versión del álbum] - 3:36
2. «La Camisa Negra» [Sonidero Nacional Remix] - 3:36

Maxi sencillo (24 de julio de 2005)
1. «La Camisa Negra» [Versión del álbum] - 3:36
2. «La Camisa Negra» [Sonidero Nacional Remix] - 3:36
3. «Fotografía» [con Nelly Furtado] - 3:58
4. «La Camisa Negra» [Video musical] [Bonus]
5. Una introducción de Juanes [Bonus]

## Posicionamientos
| Lista (2005–2006)                         | Mejor posición |
| ----------------------------------------- | -------------- |
| Alemania (Offizielle Deutsche Charts)     | 1              |
| Argentina (Top 20)                        | 1              |
| Austria (Ö3 Austria Top 40)               | 1              |
| Brasil (Hot 100)                          | 1              |
| Bélgica (Flandes) (Ultratop 50)           | 3              |
| Bélgica (Valonia) (Ultratop 50)           | 1              |
| Chile (Top 20)                            | 2              |
| Dinamarca (Airplay danés)                 | 1              |
| España (PROMUSICAE Airplay)               | 1              |
| Estados Unidos (Billboard Hot 100)        | 89             |
| Estados Unidos (Hot Latin Songs)          | 1              |
| Estados Unidos (Latin Pop Airplay)        | 1              |
| Europa (European Hot 100)                 | 20             |
| Finlandia (OFC)                           | 7              |
| Francia (SNEP)                            | 1              |
| Hungría (Dance Top 40)                    | 1              |
| Hungría (Rádiós Top 40)                   | 1              |
| Irlanda (IRMA)                            | 13             |
| Italia (FIMI)                             | 1              |
| México (AMPROFON Top 100)                 | 1              |
| Noruega (VG-lista)                        | 9              |
| Países Bajos (Dutch Top 40)               | 2              |
| Portugal (Top 20)                         | 15             |
| Reino Unido (UK Singles Chart)            | 32             |
| República Checa (Rádio Top 100 Oficiální) | 1              |
| Suecia (Sverigetopplistan)                | 27             |
| Suiza (Schweizer Hitparade)               | 1              |
| Ucrania (Top 40)                          | 19             |

### Ventas y certificaciones
| País           | Organismo certificador | Certificación | Ref.   |
| -------------- | ---------------------- | ------------- | ------ |
| Alemania       | BVMI                   | Disco de Oro  | [ 36 ] |
| Bélgica        | BEA                    | Disco de Oro  | [ 37 ] |
| Estados Unidos | RIAA                   | Disco de Oro  | [ 38 ] |
| Suiza          | IFPI Suiza             | Disco de Oro  | [ 39 ] |

## Sucesión en listas
| Anterior: «Aire» de Intocable «La Tortura» de Shakira con Alejandro Sanz | Billboard Hot Latin Songs — Sencillo Nro 1 9 de abril de 2005 — 28 de mayo de 2005 18 de junio de 2005 — 25 de junio de 2005          | Siguiente: «La Tortura» de Shakira con Alejandro Sanz |
| Anterior: «Maria» de US5 «Durch den Monsun» de Tokio Hotel               | Media Control Charts — Sencillo Nro 1 20 de agosto de 2005 — 27 de agosto de 2005 17 de septiembre de 2005 — 24 de septiembre de 2005 | Siguiente: «Durch den Monsun» de Tokio Hotel          |
| Anterior: «The Importance of Being Idle» de Oasis                        | FIMI Chart — Sencillo Nro 1 2 de septiembre de 2005 — 15 de septiembre de 2005                                                        | Siguiente: «La nostra vita» de Eros Ramazzotti        |
| Anterior: «Hung Up» de Madonna                                           | SNEP Chart — Sencillo Nro 1 7 de enero de 2006 — 21 de enero de 2006                                                                  | Siguiente: «Nolwenn Ohwo!» de Nolwenn Leroy           |